# Kepler-446d
Kepler-446d es el tercer y último exoplaneta descubierto en el sistema Kepler-446, en la constelación de Lyra, a 391,4 años luz de la Tierra. Fue confirmado en 2015, después de que el Telescopio Espacial Kepler detectase varios tránsitos del objeto frente a su estrella. Con un radio de 1,34 R⊕, está por debajo del límite establecido por los expertos que distingue a los cuerpos terrestres de los gaseosos. Por tanto, es probable que sea un planeta telúrico.
Los dos otros exoplanetas encontrados alrededor de la estrella Kepler-446 son Kepler-446b y Kepler-446c. Los tres tienen órbitas próximas a la estrella y, por tanto, es probable que sus temperaturas sean muy altas.

## Características
Kepler-446 es una enana roja de tipo M4V, con una masa de 0,22 M☉ y un radio de 0,24 R☉. Su metalicidad (-0,30) es parecida a la del Sol aunque algo menor, lo que indica una relativa escasez de elementos pesados (es decir, todos excepto el hidrógeno y el helio). Partiendo de que el límite de acoplamiento de marea de las estrellas de esta clase suele rebasar el confín externo zona habitable y que ninguno de los exoplanetas hallados en el sistema supera su borde interno, es muy probable que la rotación de cada uno de ellos esté sincronizada con sus órbitas y que, por tanto, cuenten con un hemisferio diurno y otro nocturno. La distancia entre Kepler-446d y su estrella es de unas 0,04 UA según el PHL, aproximadamente el doble de la asignada a Kepler-446c.
El radio del planeta es de 1,34 R⊕, por debajo del límite de 1,6 R⊕ que separa a los planetas telúricos de los de tipo minineptuno. El objeto también ha sido confirmado por velocidad radial, lo que ha permitido fijar su masa en unas 3,18 M⊕, lo que supondría una gravedad un 76 % mayor que la terrestre. El Laboratorio de Habitabilidad Planetaria de la UPRA, considerando la densidad del objeto, ha asignado un HZC de -0,43. Así pues, aunque la concentración de metales de Kepler-446d parece ser mucho mayor que la terrestre, no alcanza los extremos de su compañero Kepler-446c, compuesto prácticamente de hierro puro.
La temperatura de equilibrio de Kepler-446d, calculada a partir de su localización en el sistema y la luminosidad de su estrella, es de 113,45 °C. Si su atmósfera y albedo son similares a los de la Tierra, su temperatura media superficial sería de unos 154 °C. Sin embargo, al igual que los otros dos planetas descubiertos en el sistema, es probable que por la proximidad respecto a su estrella, la consecuente pérdida de agua, el anclaje por marea y la mayor actividad volcánica —a consecuencia de su masa y ubicación en el sistema—; sufra un efecto invernadero descontrolado que incremente significativamente sus temperaturas. En Venus, que proporcionalmente orbita a una distancia muy superior a la de Kepler-446d, la diferencia entre la temperatura de equilibrio y la temperatura media en la superficie es de casi 500 °C.

## Sistema
Kepler-446d es el tercer y último exoplaneta confirmado en el sistema Kepler-446 tras la actualización de la NASA del 3 de diciembre de 2015. Poco antes se descubrieron Kepler-446b y Kepler-446c. Todos orbitan a distancias muy próximas entre sí y respecto a su estrella. Kepler-446b completa una órbita alrededor de su astro cada 1,57 días, Kepler-446c cada 3,04 y Kepler-446d cada 5,15. Durante la distancia mínima de intersección orbital, la separación entre Kepler-446c y Kepler-446d llega a ser de poco más de tres millones de kilómetros, entre ocho y diez veces más que la distancia entre la Tierra y la Luna.